# آلفا-۱-اسید گلیکوپروتئین
آلفا-۱-اسید گلیکوپروتئین (به انگلیسی: alpha-1-acid glycoprotein) یا اوروسوموکوئید یک گلیکوپروتئین با وزن مولکولی ۳۷ تا ۴۳ کیلو دالتون است. این گلیکوپروتئین دارای حدود ۴۵درصد محتوای کربوهیدراتی به‌صورت پنج زنجیره گلیکانی هستند.
یکی از اصلی‌ترین پروتئینهای فاز حاد بوده و سطح آن در خون، مانند دیگر پروتئین‌های این فاز، در پاسخ به آسیب بافتی، التهاب و عفونت افزایش می‌یابد هرچند نقش بیولوژیک آن به درستی شناخته نشده است.
جزئی از لیپوکالین هاست و به پروژسترون متصل شده و آن را غیر فعال می کند.